# Don Mee Choi
Don Mee Choi, född 1962 i Seoul, Sydkorea, är en koreansk-amerikansk poet och översättare.

## Biografi
Don Mee Choi föddes i Sydkorea och växte upp under Park Chung-hees militärdiktatur. År 1972 flydde hon med sin familj till Hong Kong, och Choi flyttade 1983 till USA för att studera. Hon debuterade som poet 2010 med diktsamlingen The Morning News Is Exciting och har publicerat ytterligare två diktsamlingar. Choi har tilldelats många priser för sin poesi, bland annat National Book Award for Poetry. Som översättare har hon tolkat poeten Kim Hyesoon till engelska. År 2019 tilldelades Choi och Kim The Griffin International Poetry Prize för diktsamlingen Autobiography of Death.

### Utgivet på svenska
- 2023 – Knappt krig (Hardly War, 2016), översättning: Jennifer Hayashida och Andjeas Ejiksson (20TAL Bok) ISBN 978-91-87-83826-2

## Priser och utmärkelser
- 2011 – Whiting Award
- 2012 – Lucien Stryk Asian Translation Prize för All the Garbage of the World, Unite!, av Kim Hyesoon
- 2016 – Lannan Literary Fellowship Award
- 2019 – Griffin Poetry Prize för Autobiography of Death, av Kim Hyesoon
- 2020 – National Book Award for Poetry för DMZ Colony
- 2021 – Guggenheim Fellowship Poetry
- 2021 – MacArthur Fellows Program
- 2021 – Royal Society of Literature International Writer